# Victor Jacquemont

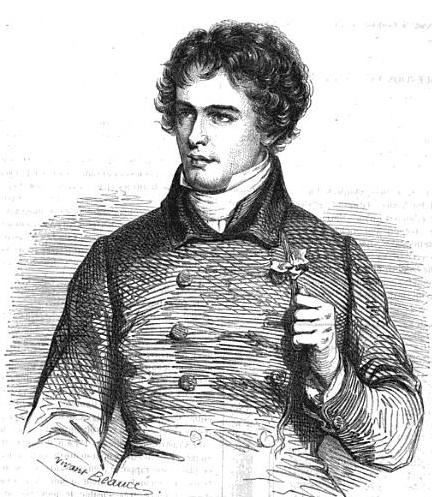
Victor Jacquemont.

Venceslas Victor Jacquemont, född  den 8 augusti 1801 i Paris, död den 7 december 1832 i Bombay, var en fransk botanist. Auktorsnamnet Jacquem. kan användas för Victor Jacquemont i samband med ett vetenskapligt namn inom botaniken; se Wikipediaartiklar som länkar till auktorsnamnet.

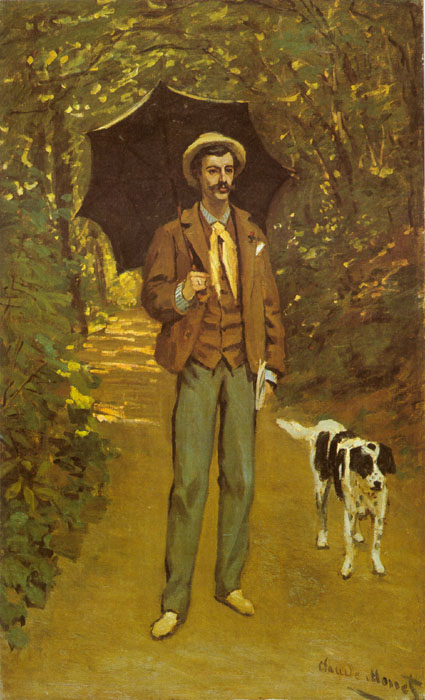
Victor Jacquemont, porträtterad av Claude Monet.

Jacquemont var forskningsresande i Nordamerika 1826–1827 och i Indien 1828–1832. Han författade intressanta resebrev (utgivna postumt 1833; flera upplagor) och Voyage dans l'Inde (utgiven 1835–1844).